# Карансебеш
Карансебеш (рум. Caransebeș) — місто у повіті Караш-Северін в Румунії, що має статус муніципію. Адміністративно місту також підпорядковане село Жупа (населення 578 осіб, 2002 рік).
Місто розташоване на відстані 324 км на захід від Бухареста, 29 км на північний схід від Решиці, 85 км на південний схід від Тімішоари.

## Населення
За даними перепису населення 2002 року у місті проживала 28 301 особа.
Національний склад населення міста:
| Національність            | Кількість осіб | Відсоток |
| ------------------------- | -------------- | -------- |
| румуни                    | 26074          | 92,1%    |
| українці                  | 608            | 2,1%     |
| цигани                    | 569            | 2,0%     |
| німці                     | 530            | 1,9%     |
| угорці                    | 336            | 1,2%     |
| чехи                      | 103            | 0,4%     |
| серби                     | 36             | 0,1%     |
| словаки                   | 10             | < 0,1%   |
| італійці                  | 8              | < 0,1%   |
| росіяни-липовани          | 5              | < 0,1%   |
| греки                     | 4              | < 0,1%   |
| болгари                   | 3              | < 0,1%   |
| хорвати                   | 3              | < 0,1%   |
| турки                     | 2              | < 0,1%   |
| євреї                     | 2              | < 0,1%   |
| поляки                    | 2              | < 0,1%   |
| татари                    | 1              | < 0,1%   |
| китайці                   | 1              | < 0,1%   |
| не вказали національність | 1              | < 0,1%   |

Рідною мовою назвали:
| Мова       | Кількість осіб | Відсоток |
| ---------- | -------------- | -------- |
| румунська  | 26678          | 94,3%    |
| українська | 498            | 1,8%     |
| німецька   | 439            | 1,6%     |
| циганська  | 289            | 1,0%     |
| угорська   | 263            | 0,9%     |
| чеська     | 82             | 0,3%     |
| сербська   | 25             | 0,1%     |
| італійська | 6              | < 0,1%   |
| російська  | 4              | < 0,1%   |
| словацька  | 4              | < 0,1%   |
| грецька    | 3              | < 0,1%   |
| турецька   | 2              | < 0,1%   |
| болгарська | 2              | < 0,1%   |
| хорватська | 2              | < 0,1%   |
| татарська  | 1              | < 0,1%   |
| китайська  | 1              | < 0,1%   |

Склад населення міста за віросповіданням:
| Релігія                                       | Кількість осіб | Відсоток |
| --------------------------------------------- | -------------- | -------- |
| православні                                   | 24631          | 87,0%    |
| римо-католики                                 | 1377           | 4,9%     |
| баптисти                                      | 1183           | 4,2%     |
| п'ятдесятники                                 | 636            | 2,2%     |
| греко-католики                                | 131            | 0,5%     |
| реформати                                     | 113            | 0,4%     |
| адвентисти                                    | 75             | 0,3%     |
| не релігійні                                  | 11             | < 0,1%   |
| бретрени                                      | 10             | < 0,1%   |
| юдеї                                          | 10             | < 0,1%   |
| лютерани (Синодально-пресвітеріанська церква) | 8              | < 0,1%   |
| атеїсти                                       | 6              | < 0,1%   |
| лютерани                                      | 5              | < 0,1%   |
| мусульмани                                    | 4              | < 0,1%   |
| лютерани (Аугсбурзького сповідання)           | 4              | < 0,1%   |
| старообрядці                                  | 3              | < 0,1%   |
| унітарії                                      | 2              | < 0,1%   |
| не вказали релігію                            | 12             | < 0,1%   |

## Історичні події
- 17 вересня 1788 року, під час австро-турецької війни поблизу міста відбулась «битва», у якій австрійська армія, що чекала прибуття турецьких військ, була самознищена після того, як кілька вояків напилися і влаштували бійку, до якої долучилася решта армійських частин.

## Зовнішні посилання
- Дані про місто Карансебеш на сайті Ghidul Primăriilor [Архівовано 20 вересня 2012 у Wayback Machine.]